# Team Volksbank-Leingrüber Ideal/2005
Deze pagina geeft een overzicht van de wielerploeg Team Volksbank-Leingrüber Ideal in 2005.
| Naam                   | Geboortedatum | Nationaliteit    | Ploeg 2004                         |
| ---------------------- | ------------- | ---------------- | ---------------------------------- |
| Vasileios Anastopoulos | 20-12-1975    | Griekenland      |                                    |
| Tyson Apostol          | 17-06-1979    | Verenigde Staten | neoprof                            |
| Harald Berger          | 04-11-1983    | Oostenrijk       |                                    |
| Dieter Bosekl          | 13-09-1972    | Oostenrijk       |                                    |
| Matthias Buxhofer      | 30-09-1973    | Oostenrijk       |                                    |
| Gregor Gut             | 27-06-1978    | Zwitserland      | neoprof                            |
| Florian Hauser         | 30-07-1983    | Oostenrijk       |                                    |
| Pascal Hungerbühler    | 22-02-1977    | Zwitserland      |                                    |
| Andreas Knapp          | 07-08-1978    | Oostenrijk       | Radclub - Resch & Frisch Eybl Wels |
| Fraser Mac Master      | 14-11-1978    | Nieuw-Zeeland    |                                    |
| Harald Morscher        | 22-06-1972    | Oostenrijk       |                                    |
| Thomas Oredsson        | 02-02-1980    | Denemarken       | neoprof                            |
| Simon Plaickner        | 26-07-1984    | Oostenrijk       |                                    |
| Leonhard Schranz       | 21-04-1985    | Oostenrijk       |                                    |
| René Weissinger        | 11-12-1978    | Duitsland        |                                    |

1999 · 2000 · 2001 · 2002 · 2003 · 2004 · 2005 · 2006 · 2007 · 2008 · 2009 · 2010 · 2011